# Camp Quest
Camp Quest, fundado en 1996, es el primer campamento de verano residencial para jóvenes no teístas o de padres librepensadores (ateos, agnósticos, humanistas seculares, del Movimiento Brights, escépticos, racionalistas, humanistas, unitarios y otros con una visión naturalista de la existencia). Actualmente se llevan a cabo en Estados Unidos, Canadá, Reino Unido, Irlanda y Noruega, principalmente.

## Propósito e identidad
La Misión de Camp Quest es "dedicarse a mejorar la condición humana a través de la investigación racional, la crítica y el pensamiento creativo, el método científico, la dignidad, la ética, la competencia, la democracia, la libertad de expresión y la separación entre estado y religión, garantizada por la Constitución de los Estados Unidos".
El objetivo general es despertar el interés de los/as participantes, independientemente de sus creencias personales, con un campamento de verano sin dogmas. El campamento está dedicado en fomentar una apreciación por el mundo natural con hincapié en la dignidad individual, la autoestima y la capacidad de autorrealización a través de la razón y los principios naturalistas. Promueve los valores de tolerancia, empatía, el respeto a sí mismo, la autoexpresión, el pensamiento crítico y creativo, la cooperación y la ética.

## Logotipo
El logotipo del campamento está basado en la idea de Edwin Kagin y las obras de arte originales de su hija, Kathryn. Las letras "C" y "Q" están combinadas dentro a una especie de símbolo de infinito. Las letras "CQ" son usualmente acompañadas con el código morse. En inglés, la sigla "CQ" son una abreviatura del código para decir "¿Alguien quiere hablar?". El nombre Quest es en realidad un acrónimo de Question, Understand, Explore, Search, Test (Preguntar, Entender, Explorar, Buscar, Probar, respectivamente en castellano). El eslogan es: "Camp Quest. ¡Más allá de la creencia!"

## Actividades y programas
Los programas de Camp Quest introducen a los/as participantes en la historia e ideas del librepensamiento. Se aprende tanto sobre ciencia-incluyendo astronomía, meteorología, botánica, zoología, la evolución o método científico- como sobre pensamiento crítico, filosofía (ética), religiones del mundo y mitología. La educación cívica se considera importante en los programas, por lo que incluye actividades relacionadas con la libertad civil como la libertad de expresión y la separación entre la iglesia y el estado
La mayoría de sus actividades, sin embargo, son las actividades usuales de los campamentos: fogatas, cantos, manualidades, juegos, natación, piragüismo, excursiones por la naturaleza o la tirolina. Otras actividades son más específicas: Teatro, construcción de cohetes espaciales, descifrado de códigos, diseño y construcción de círculos en los cultivos e historias sobre salidas campestres.
Algunas veces, Camp Quest unifica los programas y los combina con actividades tradicionales, como realizar fogatas y charlar sobre mitología, enseñar sobre cooperación en juegos no competitivos, la comparación entre creacionismo y evolución como parte de una "caza de fósiles", o la recolección de especímenes en una excursión natural para analizar muestras en el microscopio.
El enfoque central del campamento es el fomento del pensamiento crítico y una introducción a las falacias lógicas. Una de ellas es la tradicional propuesta que consiste en hacer la afirmación de que dos unicornios invisibles habitan en el campamento de Quest. Los chicos son advertidos de que no lo pueden ver, escuchar, tocar, oler, probar y que los unicornios no pueden dañar, comer, y tampoco dejan marcas. Un antiguo libro dictado por incontables generaciones es la prueba de que los unicornios existirían, aunque nadie está autorizado a ver esta obra. Cualquier campista que pueda demostrar que los unicornios no existen ganaría una recompensa de cien dólares (emitidos antes de 1957, año en el que el Congreso de EE. UU. estableció el lema In God We Trust). Desde que se creó el premio en agosto de 1996, nadie ha podido ganarlo.

## En la cultura popular
En el programa The Colbert Report (del canal de televisión Comedy Central) se realizó una referencia satírica al Camp Quest como una amenaza a la seguridad de Estados Unidos y su identidad moral

Estoy hablando sobre Camp Quest, una red de campamentos de verano dedicados a la diversión de un día soleado desde el estricto punto de vista ateo o agnóstico. Como su eslogan dice: ¡Está más allá de la creencia!. Los campamentos ofrecen actividades como excursiones y paseos a caballo, de acuerdo con el Cincinnati Enquirer, los niños también "aprenden acerca de los cánones del pensamiento racional, el pensamiento crítico y la investigación científica". Y en una actividad, "Los campistas deben tratar de demostrar que los unicornios invisibles, como una metáfora de Dios, no existen". Los campistas participan también en otros retos filosóficos insostenibles, como demostrando que el tetherball es divertido. Bueno Camp Quest, aquí está otra de las actividades: ¿Qué hay de navegar en un lago de fuego del infierno por toda la eternidad?